# Tienda de alimentos

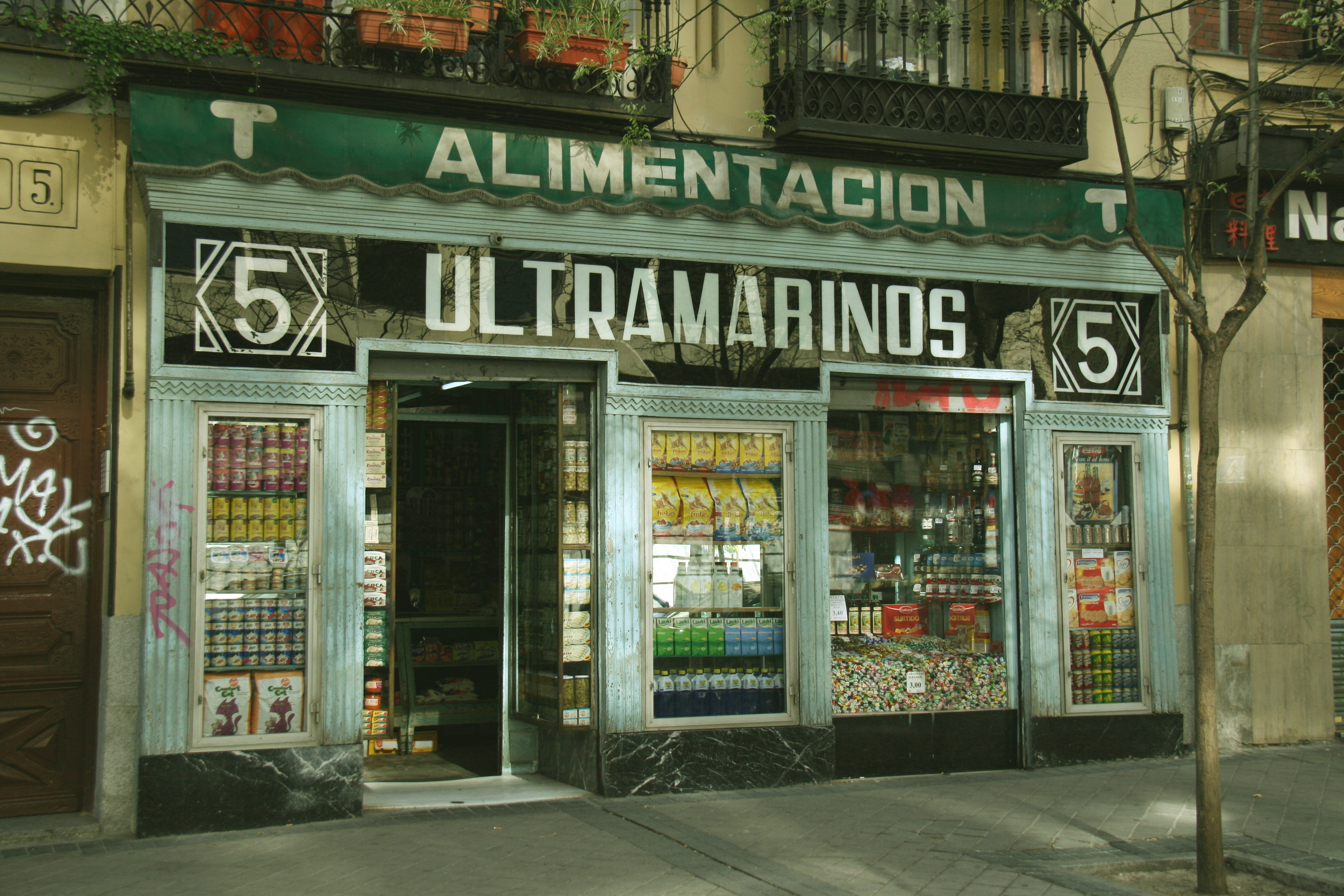
Tienda de ultramarinos (alimentación, colmado, tienda de abarrotes, pulpería, supermercado, minisuper, chino, badulaque, etc.)

Una tienda de alimentos, también denominada tienda de ultramarinos, tienda de abarrotes, tienda de comestibles, tienda de coloniales, pulpería, abasto, almacén, bodega o colmado, es un establecimiento o tienda comercial que vende diversos productos alimenticios. Toma su nombre del conjunto de importaciones que llegaban a España de sus antiguas provincias de ultramar.
En el proceso de occidentalización del comercio y la sociedad urbana fueron sustituidos por los supermercados en los últimos años del xx. Ya en el marco del inicio del siglo xxi y en Europa, el establecimiento que más se aproxima quizá a este tipo de tienda de barrio, pero con un perfil sociológico muy diferente, es el llamado 'chino de barrio' y el “badulaque” definido en la versión española de doblaje de Los Simpson.
En el Museo Etnográfico Extremeño González Santana, instalado en el Castillo de Olivenza (Badajoz), se puede ver una tienda de ultramarinos con todos sus elementos de medida.

## Historia

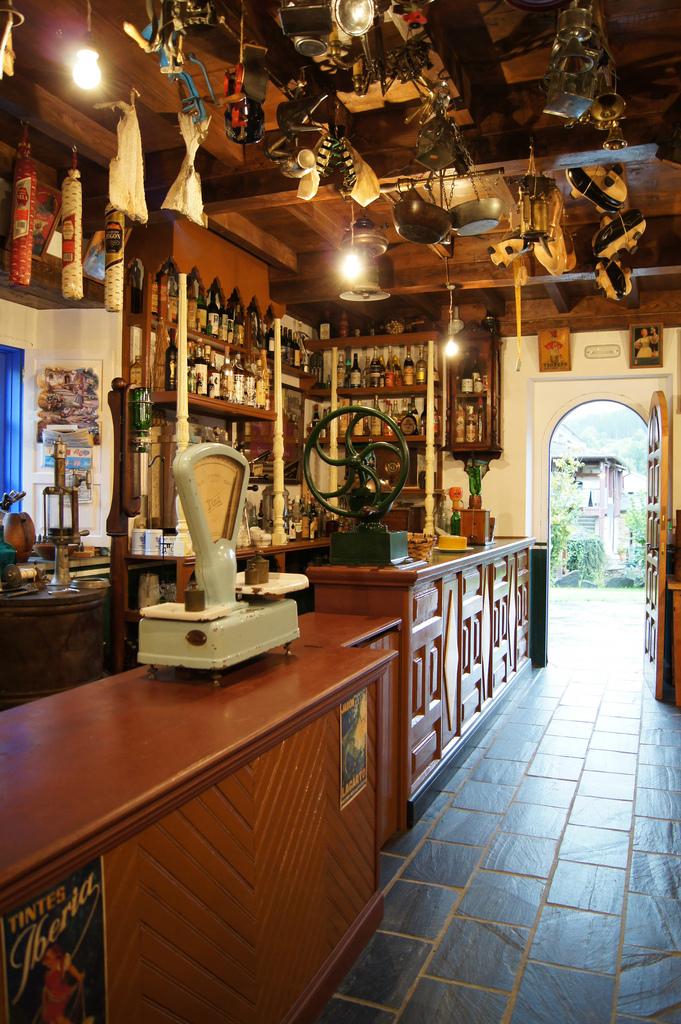
Interior de una tienda de ultramarinos (Museo Etnográfico de Grandas de Salime (Asturias, España).

La palabra «ultramarinos» proviene de que los productos que originalmente se vendían en estas tiendas, solían proceder de territorios de «Ultramar», como café, especias y otros productos de importación. Solían ser, en su origen, establecimientos con uno o varios mostradores de mármol blanco y cierta apariencia entre el almacén y la tienda, y se caracterizaban por no especializarse en un único tipo de producto, circunstancia que les confería un personal conjunto de aromas mezclados (desde el café, al bacalao). A lo largo de su historia y evolución también se han caracterizado por la flexibilidad de horarios.

## Otros nombres
- En México y Centroamérica se usan términos sinónimos como «abarrotes», 'minisuper', «tienda de la esquina», «tiendita» o «misceláneas».
- En Nicaragua y Costa Rica se les conoce como «pulpería».
- En Honduras se les conoce como «pulpería» o «trucha».Tienda de abarrotes en el estado de Michoacán, México.

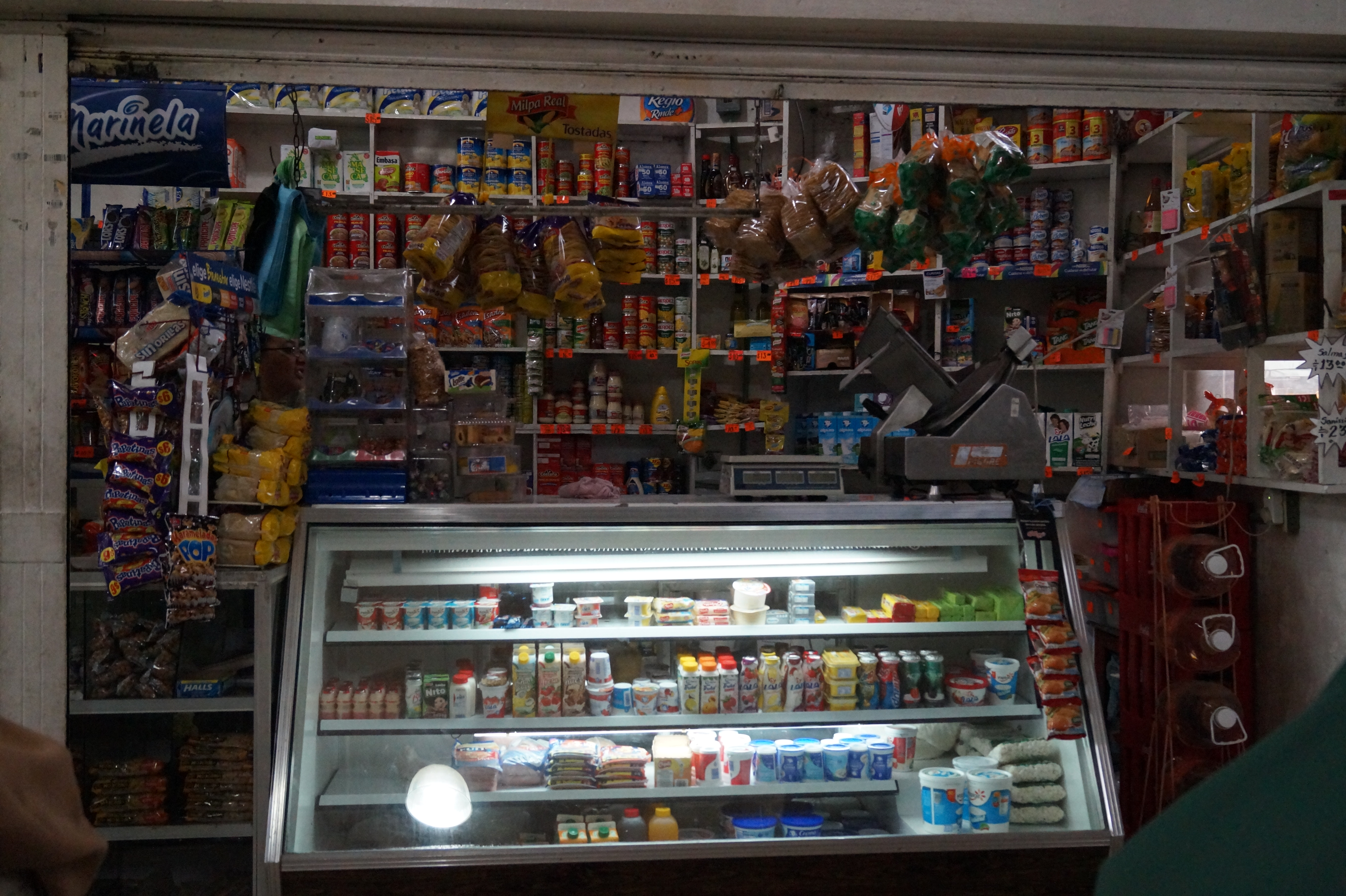
Tienda de abarrotes en el estado de Michoacán, México.

- En Colombia se les conoce como «tiendas de barrio».
- En Cuba se les conoce como «bodega» o «tienda de alimentos».
- En Venezuela reciben el nombre de «abasto» o «bodega».
- En Perú se les conoce como «bodega», «tienda», «tienda de abarrotes», «bodeguita» o «tiendita».
- En Chile, Uruguay, Paraguay y Argentina es conocida generalmente como «almacén» o «despensa» o «ramos generales» y forma parte de la idiosincrasia de los barrios. En Uruguay también se le dice sencillamente “Súper”. En Chile también son conocidos como «minimercado»[8] o su equivalente en inglés «minimarket».
- En República Dominicana, Puerto Rico y algunos lugares de España se les conoce como «colmado».
- En Miami se les conoce con el falso amigo «grosería» a juzgar por el nombre anglosajón grocery store.

## Tipos y costumbres

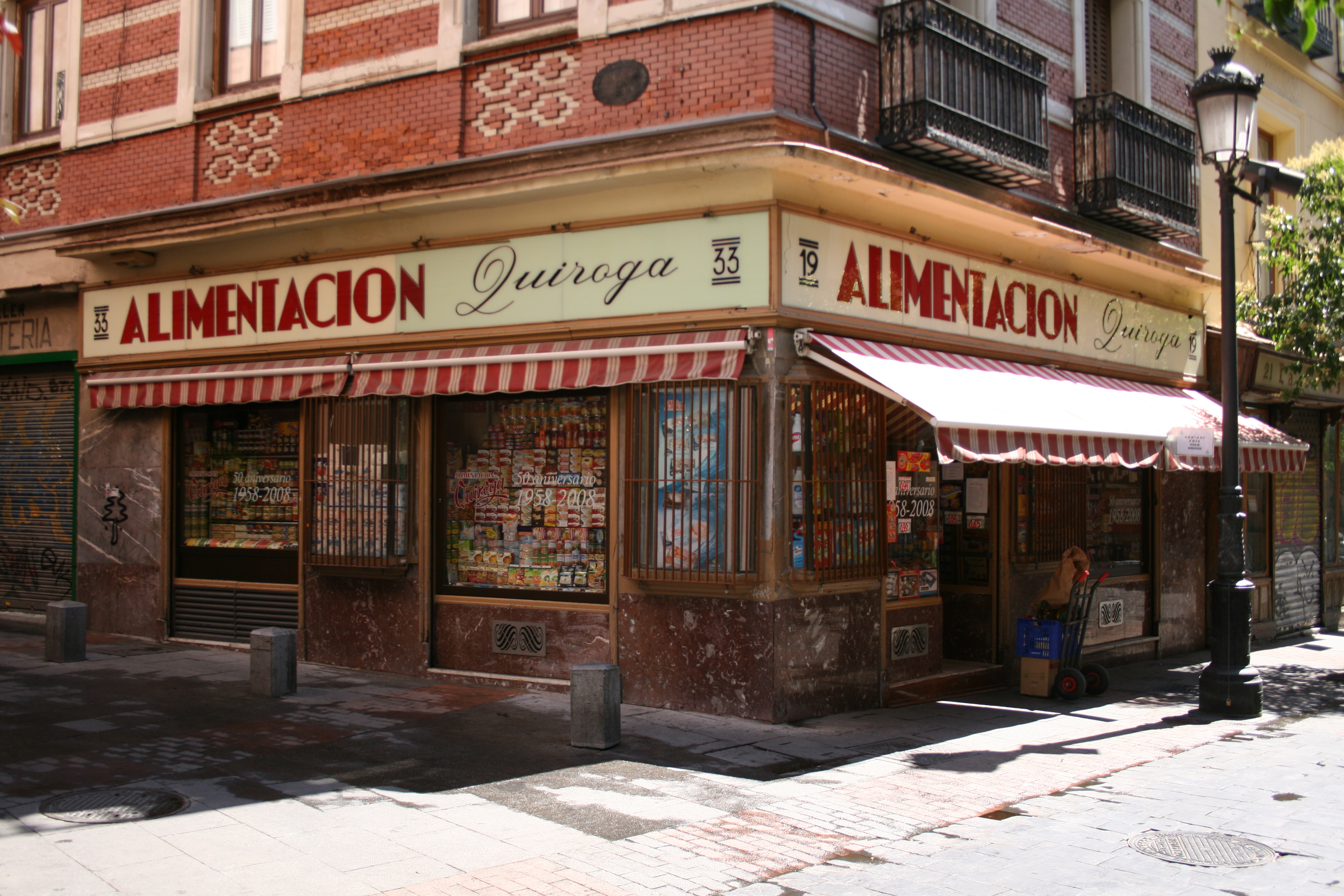
Una tienda de ultramarinos en Madrid.

En España, todavía se conserva la antigua costumbre de «pedir la vez» cuando se accede a estos locales para establecer un turno de espera, debido a que no suele haber una cola (fila), físicamente establecida ni máquinas de reserva de turno. La fórmula habitual era el típico ¿Quién es el último-a? o ¿Quién da la vez?
En la República Dominicana, durante los fines de semana, los llamados colmados tienen una función de casino cultural de barrio, para beber ron o cerveza, jugar al dominó u otros entretenimientos, o ver televisión.[cita requerida]
En México, un expendio o ultramarinos vende principalmente cerveza, refrescos embotellados y algunos abarrotes no perecederos que utilicen código de barras y puedan ser cobrados con una terminal de punto de venta. Sin embargo, la tienda de abarrotes es aquella que ofrece cierta variedad de productos a granel (frutas, verduras, lácteos y carnes locales).[cita requerida]
En Argentina y en Uruguay, en tanto, las almacenes suelen ser los proveedores de mercadería de varias cuadras a la redonda. Sin embargo, con el paso de los años la mayoría de las almacenes han ido quebrando o deviniendo a autoservicios.

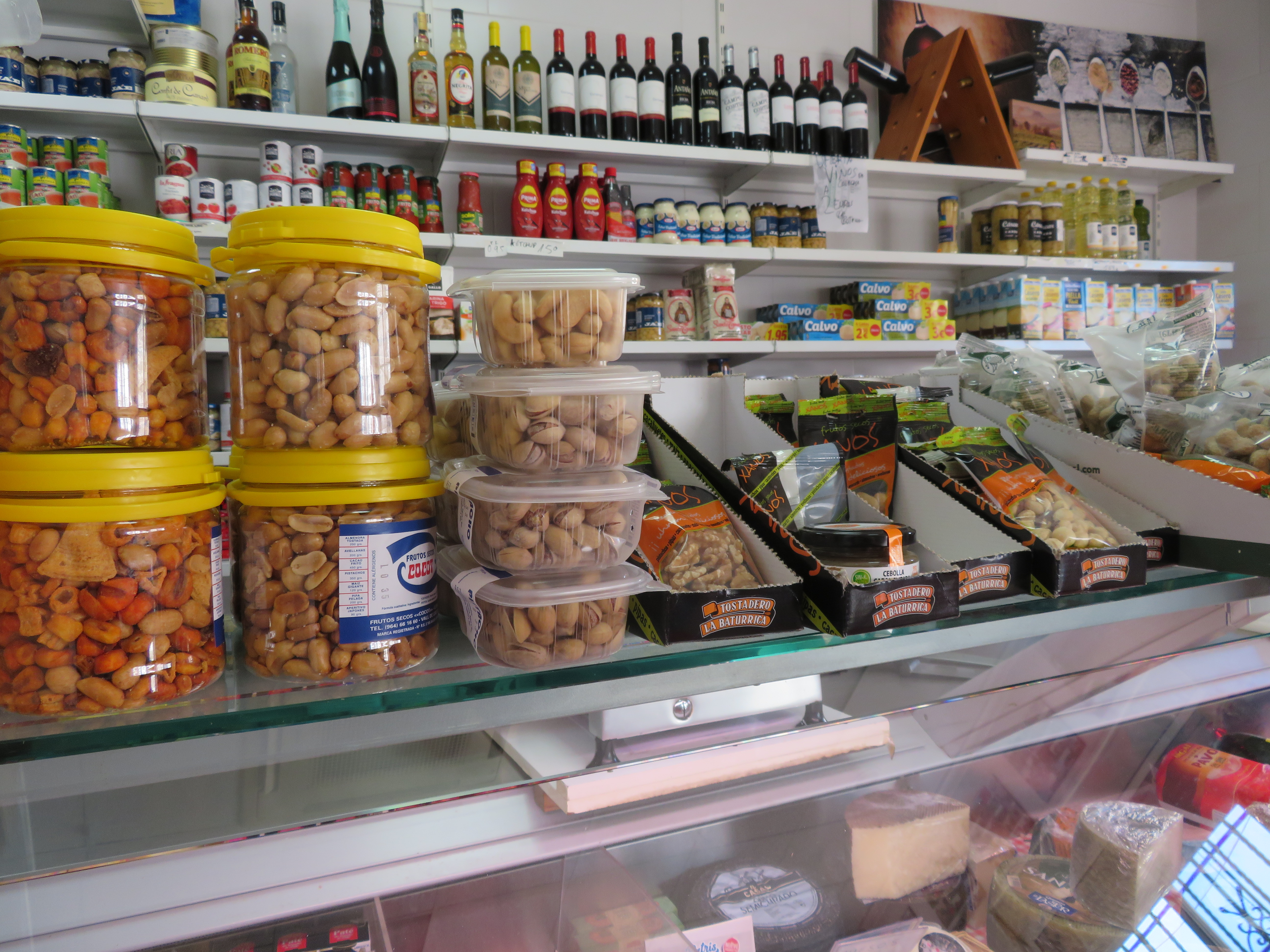
Tienda tradicional de alimentación, España